# Bischofszell
Bischofszell é uma comuna da Suíça, no Cantão Turgóvia, com cerca de 5.512 habitantes. Estende-se por uma área de 11,58 km², de densidade populacional de 476 hab/km². Confina com as seguintes comunas: Hauptwil-Gottshaus, Hohentannen, Kradolf-Schönenberg, Niederbüren (SG), Niederhelfenschwil (SG), Waldkirch (SG), Zihlschlacht-Sitterdorf. 
A língua oficial nesta comuna é o Alemão.